# Alex (Fußballspieler, Juni 1982)
Alex (* 17. Juni 1982 in Niterói; bürgerlich Domingos Alexandre Rodrigo Dias da Costa) ist ein ehemaliger brasilianischer Fußballspieler.

## Karriere

### Vereine
Der Innenverteidiger begann seine Karriere im Herrenbereich beim brasilianischen Verein FC Santos, für den er im Jahr 2002 debütierte. Zwei Jahre später sichtete ihn ein Scout des FC Chelsea und empfahl ihn José Mourinho, dem Cheftrainer des Londoner Klubs, der Alex schließlich verpflichtete.
Da er jedoch nicht die Kriterien für ein Engagement in England erfüllte (er hatte nicht 75 % der Länderspiele Brasiliens in den letzten zwei Jahren absolviert, was die Regeln jedoch vorsagen), wurde er an den niederländischen Meister PSV Eindhoven ausgeliehen. Mit der PSV gewann er zwei Meistertitel in Folge und den Pokal im Jahre 2005. Eigentlich war die Leihfrist im Sommer 2006 abgelaufen, doch der FC Chelsea verpflichtete den Niederländer Khalid Boulahrouz vom Hamburger SV und ließ Alex noch ein Jahr bei der PSV. Hier gewann er seinen dritten Meistertitel in Folge und verabschiedete sich nach 84 Spielen und elf Toren für die PSV Richtung England. Mittlerweile hatte er eine Arbeitserlaubnis bekommen und durfte nun für den FC Chelsea spielen. Dabei profitierte er auch davon, dass Boulahrouz nicht überzeugt hatte, im Sommer 2007 an den FC Sevilla ausgeliehen wurde und anschließend zum VfB Stuttgart ging.
Im Januar 2012 wechselte Alex zu Paris Saint-Germain; in der Sommerpause 2014 schloss er sich der AC Mailand an.
Im Dezember 2016 beendete er seine Karriere.

### Nationalmannschaft
Nach acht Länderspieleinsätzen und zwei erzielten Toren für die brasilianische U-23-Auswahl debütierte Alex am 13. Juli 2003 im Rahmen des CONCACAF-Gold-Cup-Turniers bei der 0:1-Niederlage im 1. Gruppenspiel gegen Mexiko in der Seleção. Das Finale verlor er gegen Mexiko.
Alex nahm an der Copa América 2007 teil und bestritt einschließlich des 3:0-Finalsieges gegen Argentinien alle sechs (möglichen) Partien des Turniers.
Wegen starker Konkurrenz in Person von Lúcio und Júan war er in der Nationalmannschaft nicht gesetzt und wurde nach 2008 nicht mehr nominiert.

## Erfolge
Nationalmannschaft
- Copa América: 2007

FC Santos (2001–2004)
- Brasilianische Meisterschaft: 2002

PSV Eindhoven (Leihe 2004–2007)
- Niederländische Meisterschaft: 2005, 2006, 2007
- Niederländischer Pokal: 2005

FC Chelsea (2004–2012)
- Englische Meisterschaft: 2010
- Englischer Pokal: 2009, 2010
- Englischer Supercup: 2009

Paris Saint-Germain (2012–2014)
- Französischer Meister: 2013, 2014
- Französischer Ligapokal: 2014
- Französischer Supercup: 2013